# Дај што даш
„Дај што даш“ је југословенски филм из 1979. године. Режирао га је Богдан Жижић, а сценарио су писали Крунослав Квин и Богдан Жижић

## Радња
Зоран је апсолвент психологије и за награду добија од оца мотор. Као још невешт возач налети на дјевојку Бибу и она том приликом сломи ногу. Како би спречио евентуалну тужбу, он је посећује у болници. Настављају се виђати, а убрзо и заволе. Биба је дете са периферије, а Зоран припада тзв. бољем друштву, па његови родитељи не прихватају девојку. Млади пар се венча и привремено живи у Бибиној кући, одакле их отрра Бибин брат, ситни криминалац. Док траже нови стан, брак се распада. Ускоро Зоран бриљира с дипломским радом у коме је писао о 'особама из социјално разорених обитељи', а Биба у болници рађа њихово дете.

## Улоге
| Глумац               | Улога |
| -------------------- | ----- |
| Славица Јукић        |       |
| Звонко Лепетић       |       |
| Слободан Миловановић |       |
| Сретен Мокровић      | Зоран |
| Јасна Опалић         | Биба  |
| Фабијан Шоваговић    |       |
| Вјера Жагар Нардели  |       |
| Звонимир Ференчић    |       |
| Фрањо Мајетић        |       |
| Анте Дулчић          |       |
| Младен Црнобрња      |       |
| Лена Политео         |       |
| Иван Ловричек        |       |
| Вера Орловић         |       |
| Стево Крњајић        |       |

## Награде
Пула 80'- Пазинска ружа Јасни Опалић.